# باسم خشان
باسم خشان سياسي ومحامي وناشط مدني عراقي. وعضو في مجلس النواب العراقي لدورتين على التوالي.

## مسيرته
يدير خشان منظمة «عيون على القانون» وقدم خلال عامين 350 ملفا حول فساد موظفين ومسؤولين إلى هيئة النزاهة ومجلس محافظة المثنى، وكسب دعاوى ضد مسؤولين من بينهم مدير عام صحة المثنى. صدر بحق خشان ثلاثة أحكام بالحبس بسبب نشاطة المدني وهذه الأحكام تم نقضها جميعاً.
شارك في انتخابات مجلس النواب العراقي عام 2018 عن تحالف سائرون في محافظة المثنى، وحصل على أكثر من 19,500 صوت ولكن تم استبعاده عن طريق الخطأ. وفي عام 2019 قررت المحكمة الاتحادية العليا تسمية باسم خشان، عضواً في مجلس النواب، بدلاً عن النائبة عن تحالف سائرون رفاه العارضي وذلك على خليفة طعن تقدم به خشان إلى المحكمة ضد المفوضية العليا للانتخابات. وبعد فوزه انسحب من تحالف سائرون متهما اياه بمصادرة حقه كنائب فائز واصدار تعليمات تمنع دخوله إلى مجلس النواب. شارك في في انتخابات مجلس النواب العراقي عام 2021 كمستقل في الدائرة الأولى في محافظة المثنى، وحصل على 11,755 صوت وفاز بعضوية مجلس النواب للدورة الثانية على التوالي.

## محاولة الاغتيال
تعرض باسم خشان للتهديد عده مرات من اتباع مقتدى الصدر بعد انتقاده لافعال وقرارات الصدر. وتعرض لاعتداء مسلح يوم 14 آب 2022 في قضاء عفج في محافظة الديوانية من قبل مجموعة من اتباع الصدر. واتهم خشان مليشيا سرايا السلام بالاعتداء عليه وعلى شقيقه واثنين من أولاد عمه.